# Жоффруа II де Донзи
Жоффруа II де Донзи (фр. Geoffroy II de Donzy; ок. 1040 — 4 августа после 1097) — сеньор де Донзи с 1055, граф Шалона 1079—1096, сын Эрве I де Донзи и сестры Саварика де Вержи.

## Биография
После смерти отца в 1055 году Жоффруа унаследовал сеньорию Донзи.
В 1079 году умер бездетный граф Шалона Гуго II. Права на Шалон предъявили сыновья двух его сестер — сын Аделаиды Ги де Тьер и сын Ирменгарды Гумберт II де Бурбон-Ланси, а также Жоффруа II де Донзи, двоюродный брат Гуго. Регентшей до разрешения спора стала единственная живая сестра Гуго, Аделаида. Гумберт в итоге отказался от претензий на наследство, а Жоффруа и Ги договорились о том, что графство останется неделимым, а они оба будут носить титул графа де Шалон.
в 1096 году Жоффруа решил принять участие в Первом крестовом походе. Для того, чтобы раздобыть средства для участия в походе, он продал свою часть Шалона дяде, - Саварику де Вержи, после чего присоединился к крестоносцам. 
Точный год смерти Жоффруа не известен. Наследовал в Донзи ему сын Эрве II.

## Брак и дети
Имя жены Жоффруа неизвестно. Дети:
- Рено (ум. после 1086)
- Гильом (ум. после 1086)
- Эрве II (ум. 1120), сеньор де Донзи